# وليام كولبي
وليام كولبي إيغان (بالإنجليزية: William Colby) (4 يناير 1920 - 27 أبريل 1996) قضى في مهنة الاستخبارات في الولايات المتحدة وبلغت ذروتها عندما كان يشغل منصب مدير وكالة المخابرات المركزية (DCI) في الفترة من سبتمبر 1973 إلى يناير 1976.

## روابط خارجية
- وليام كولبي على موقع الموسوعة البريطانية (الإنجليزية)
- وليام كولبي على موقع مونزينجر (الألمانية)
- وليام كولبي على موقع إن إن دي بي (الإنجليزية)

- William E. Colby Papers at the Seeley G. Mudd Manuscript Library, Princeton University
- Colby مرات الظهور على سي-سبان
- "وليام كولبي". فايند أغريف. اطلع عليه بتاريخ 2008-02-11.
- Oral History Interviews with William Colby, from the Lyndon Baines Johnson Library
- Coroner's Report on William E. Colby's Death
- OSS Operation RYPE / NORSO
- National Coalition to Ban Handguns Letter to Sen. John Heinz